# 成就院 (鎌倉市)
成就院（じょうじゅいん）は、神奈川県鎌倉市極楽寺にある真言宗大覚寺派の寺院。山号は普明山。寺号は法立寺。本尊は不動明王。アジサイの寺として知られていた。

## 歴史
鎌倉七口の一つである極楽寺坂切通の途中に位置する。空海（弘法大師）が諸国巡礼の折、百日間にわたり虚空蔵求聞持法（虚空蔵菩薩の真言を百万回唱える修行）を行ったところと伝えられる。
承久元年（1219年、承久3年説もある）、三代執権の北条泰時がこの寺を創建し、北条一族繁栄を祈ったという。元弘3年（1333年）、新田義貞の鎌倉攻めの戦火で焼失したが、江戸時代に再建された。

## 境内
境内には弘法大師像や聖徳太子1300年忌に建てられた八角の小堂がある。寺には平安時代末から鎌倉時代初期の僧・文覚の荒行像がある（境内に模造が置かれている）。彫刻家荻原碌山は明治時代末期にこの像を見て感銘を受け、自身の代表作『文覚』を制作した。
以前は参道に般若心経の文字数と同じ262株のアジサイが植えられていたが現在は株数を減らし、代わりにハギが植えられている。
寺の東方・鎌倉市坂ノ下の、鎌倉十井の一つ「星ノ井」（星月夜ノ井）のそばにある虚空蔵堂（明鏡山圓滿院星井寺、せいせんじ）は成就院が管理する境外仏堂である。

## 札所
- 新四国東国八十八箇所 第83番（不動明王）
- 鎌倉三十三観音霊場 第21番（聖観世音菩薩）
- 鎌倉十三仏霊場 第13番（虚空蔵菩薩[5]）

## ギャラリー

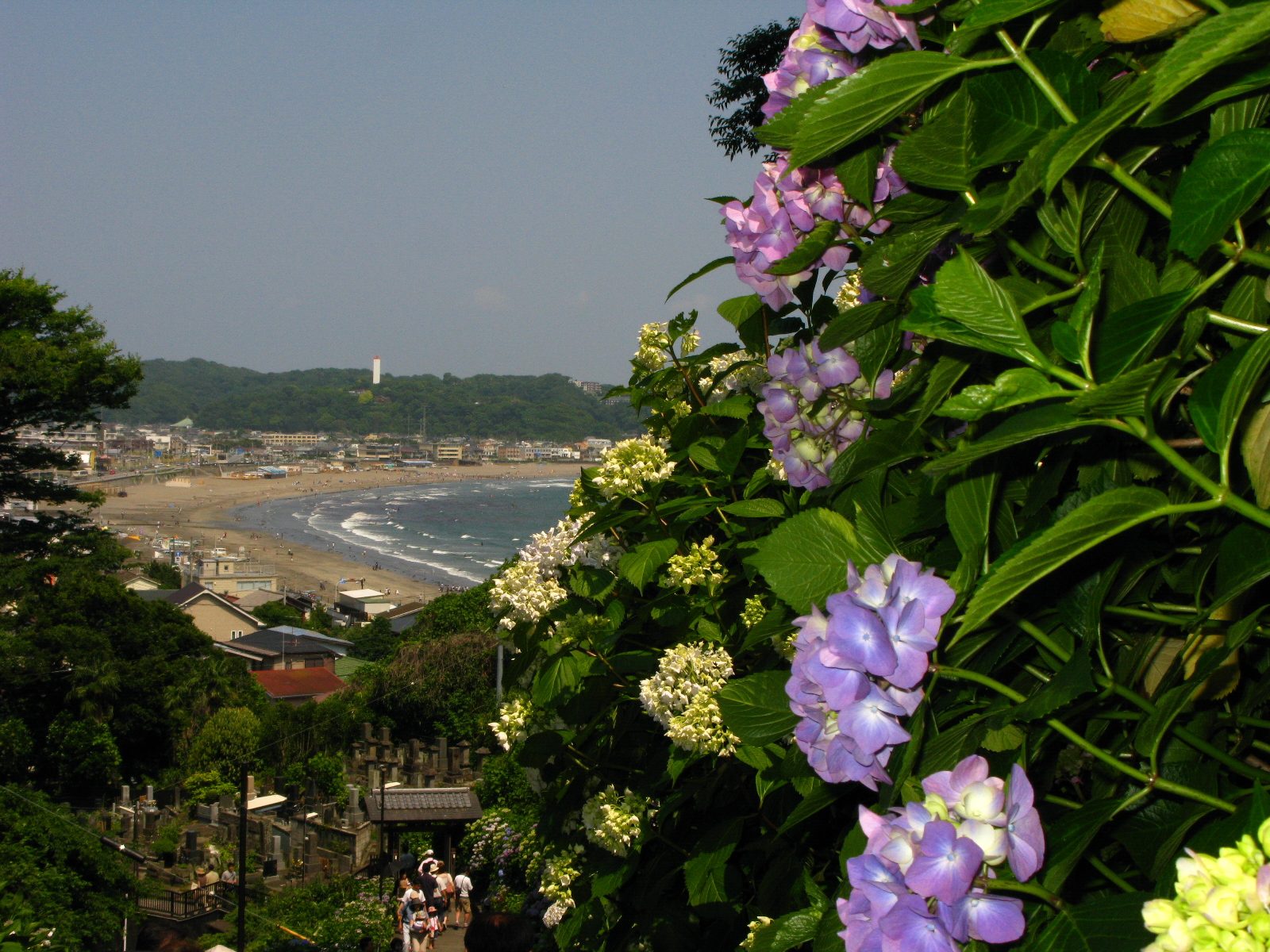
山門前から由比ヶ浜と 材木座海岸を望む （2010年6月撮影）
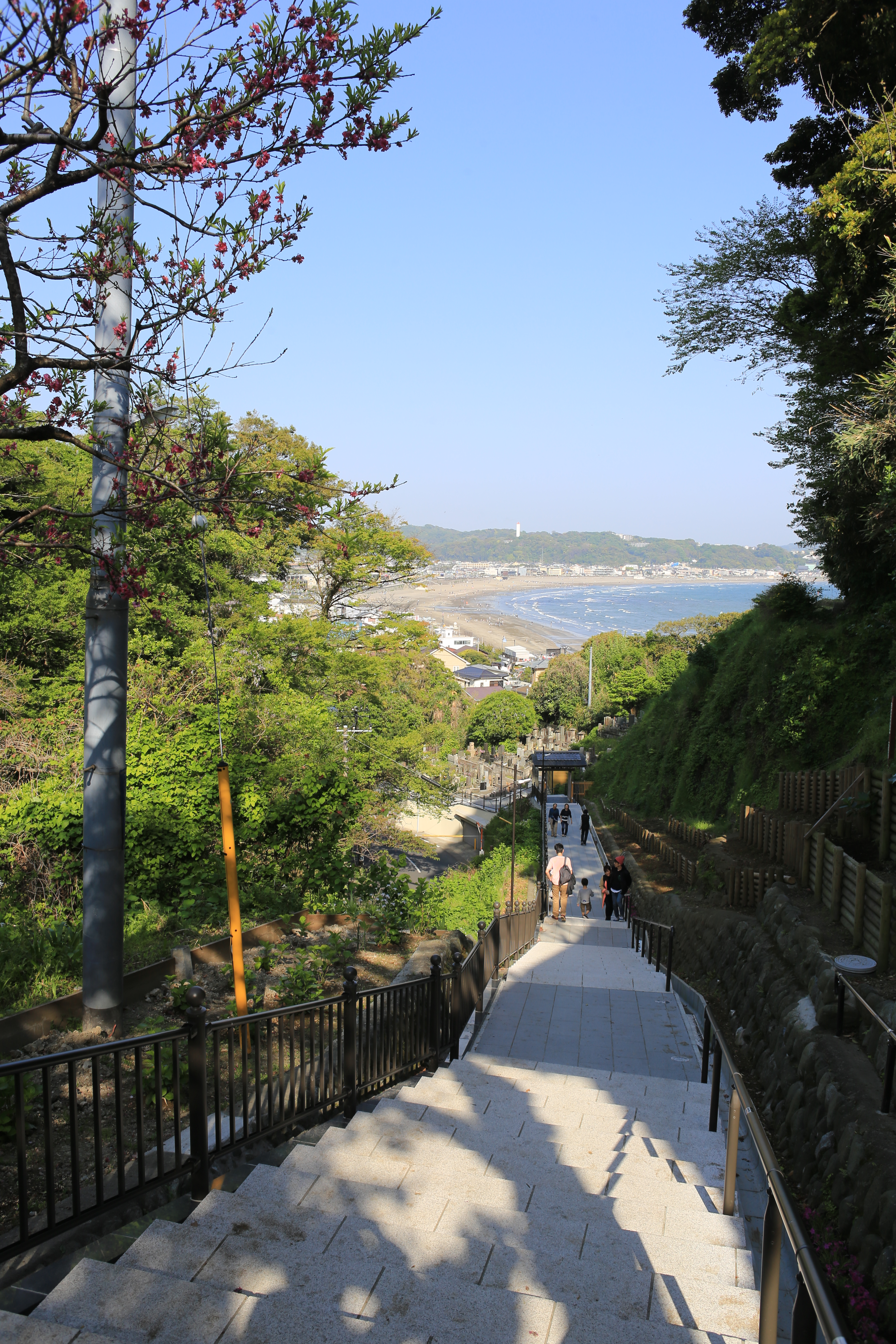
修復が完了した参道（2017年4月撮影）
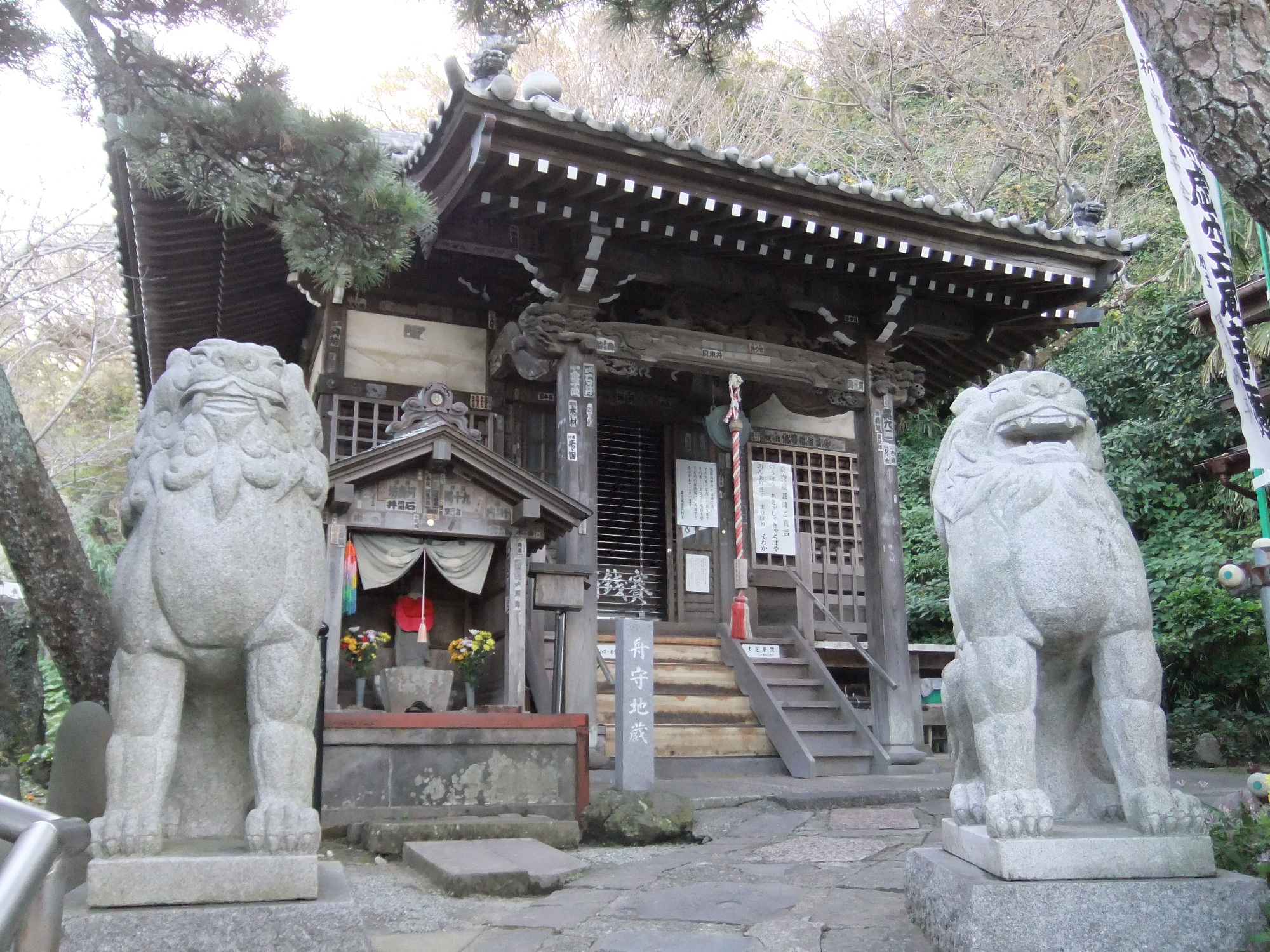
虚空蔵堂（星井寺）
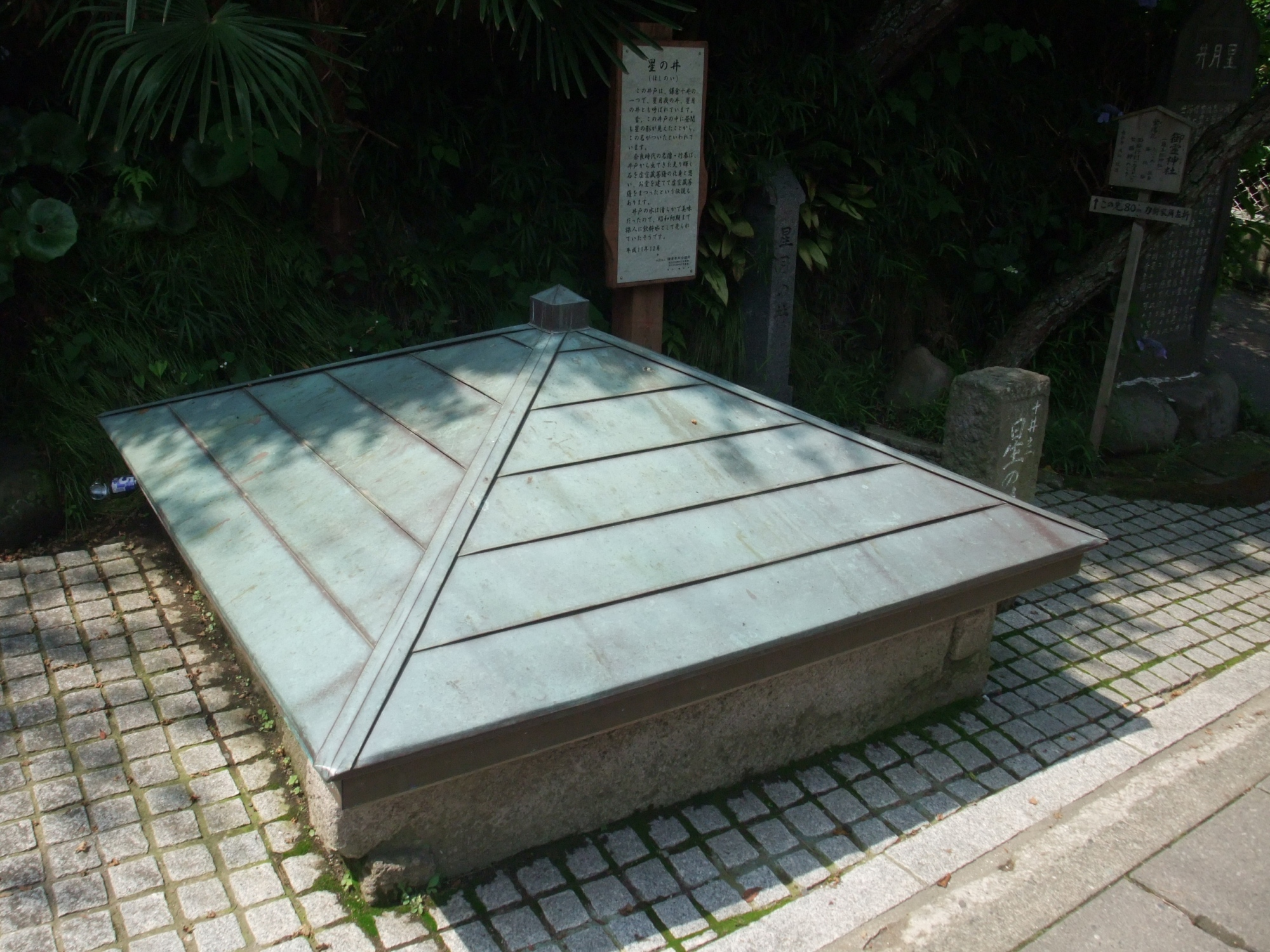
星ノ井

## 所在地・交通
- 住所 - 神奈川県鎌倉市極楽寺1-1-5
- 最寄り駅 - 江ノ島電鉄極楽寺駅　徒歩5分
- 拝観時間 - 8:00～16:30　※境内のみ

## 関連文献
- 河井恒久 等編 編「巻之六 星月夜井附虚空蔵堂」『新編鎌倉志』 第5冊、大日本地誌大系刊行会〈大日本地誌大系〉、1915年、105-106頁。NDLJP:952770/67。
- 「山之内庄極楽寺村成就院」『大日本地誌大系』 第40巻新編相模国風土記稿5巻之97村里部鎌倉郡巻之31、雄山閣、1932年8月、60-61頁。NDLJP:1179240/37。